# Ademaro Robert
Ademaro Robert, detto anche il cardinale di Magnac (Castello di Ligneyrac, ... – Avignone, 1º dicembre 1352), è stato un cardinale francese.
Nato in una nobile famiglia del Limosino, i Robert de Lignerac, era figlio di Aimaro II Robert, visconte di Saint-Jal.
Era parente, per parte di madre, di Papa Clemente VI e fu chiamato anche cardinale di Magnac.

## Biografia
La sua prima educazione religiosa gli fu impartita sotto l'impulso del fratello maggiore Bertrando vescovo di Montauban. Egli proseguì i suoi studi fino a conseguire il dottorato in utroque jure.
Questa formazione gli permise di ricoprire con competenza tutte le cariche ecclesiastiche che gli furono assegnate. Fu dapprima aiutante del cardinale Gaillard de la Mothe, poi notaio apostolico ed infine uditore al tribunale della Sacra Rota (verso il 1330).
In data 20 settembre 1342 Papa Clemente VI lo nominò cardinale con il titolo cardinalizio di Sant'Anastasia. Il pontefice gli attribuì alcune prebende in Inghilterra, trovando forti opposizioni da parte del re Edoardo III.
Prima di morire trasmise i suoi beni al fratello Pietro, diacono di Saint-Germain-l'Auxerrois, ed alla sua morte fu sepolto nella certosa di Villeneuve-lès-Avignon.

## Controversie sui vescovadi
Lo storiografo François Duchesne (1616 – 1693), seguendo quanto sostenuto dal padre André (1584 – 1640), gli attribuisce la nomina a vescovo di Lisieux (1360 – 1368), di Arras, di Thérouanne o di Sens, il che è incompatibile con la data della sua morte. Poiché tuttavia di un Ademaro Robert vescovo tutte le date di elezione a quattro sedi successivi sono documentate storicamente con fonti d'archivio ed è riportata pure la data di morte (25 gennaio 1384), si tratta evidentemente di un caso di omonimia.